# 奥蒙维尔
奥蒙维尔（法語：Omonville，法語發音：[ɔmɔ̃vil]）是法国滨海塞纳省的一个市镇，属于迪耶普区。

## 地理
奥蒙维尔（49°47'50"N, 1°2'50"E）面积2.83 平方千米，位于法国诺曼底大区滨海塞纳省，该省份为法国北部沿海省份，其西部及北部濒大西洋英吉利海峡，东起顺时针与索姆省、瓦兹省、厄尔省和卡爾瓦多斯省接壤。
与奥蒙维尔接壤的市镇（或旧市镇、城区）包括：科地区巴克维尔、贝尔梅尼勒、贝特勒维尔-圣旺、克里克托-叙隆格维尔、兰托莱布瓦。

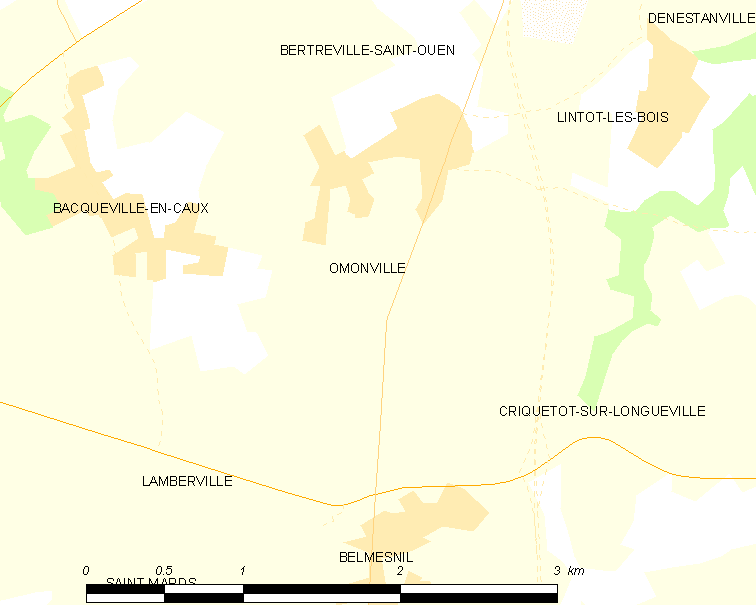
奥蒙维尔的OSM定位图

奥蒙维尔的时区为UTC+01:00、UTC+02:00（夏令时）。

## 行政
奥蒙维尔的邮政编码为76730，INSEE市镇编码为76485。

## 政治
奥蒙维尔所属的省级选区为吕讷赖县。

## 人口

1962-2008年间奥蒙维尔人口变化图示

奥蒙维尔于2022年1月1日时的人口数量为283人。